# Bertrand Coq
Pour les articles homonymes, voir Coq (homonymie).
Bertrand Coq est un journaliste français. Il a reçu le prix Albert-Londres en 2003 pour son documentaire Naplouse (avec Gilles Jacquier, Tatiana Derouet et Alexandre Berne), diffusé sur France 2. Il a travaillé à France 24 comme rédacteur en chef, avant d'être licencié, en même temps que son collègue Grégoire Deniau, dans des circonstances controversées. Il a également coécrit avec Michel Floquet un essai sur l'action de Bernard Kouchner pendant les guerres de Yougoslavie des années 1990.

## Publications
- 1993 : Les tribulations de Bernard K. en Yougoslavie, ou L'imposture humanitaire, avec Michel Floquet, Albin Michel, 221 p. (ISBN 2-226-06316-X) édité erroné  (ISBN 2-226-06316-1) rectifié.
- 1994 : France, ton armée fout le camp, avec Michel Floquet, Albin Michel, 90 p.  (ISBN 2-226-07537-2)
- 1995 : Mitterrand de A à Z, avec Aymar du Chatenet, Albin Michel, coll. « De A à Z », 392 p.  (ISBN 2-226-07667-0)